# Roches-Prémarie-Andillé
Roches-Prémarie-Andillé est une commune du Centre-Ouest de la France, située dans le département de la Vienne (région Nouvelle-Aquitaine).

## Géographie
Les habitants de Roches-Prémarie-Andillé sont les Rocprémaliens et les Rocprémaliennes.

### Localisation
Roches-Prémarie-Andillé fait partie du vaste espace urbain Poitiers-Châtellerault.
La commune est proche du parc naturel régional de la Brenne.

### Communes limitrophes
|          | Smarves                 | Nouaillé-Maupertuis |
| Iteuil   | Roches-Prémarie-Andillé | Nieuil-l'Espoir     |
| Aslonnes | La Villedieu-du-Clain   |                     |

### Hydrographie
Le Clain est une rivière qui passe en contrebas du village. Il est possible d'y accéder par un petit chemin, long d'environ un kilomètre.

### Climat
Pour des articles plus généraux, voir Climat de la Nouvelle-Aquitaine et Climat de la Vienne.
Historiquement, la commune est exposée à un climat océanique du nord-ouest.  
En 2020, Météo-France publie une typologie des climats de la France métropolitaine dans laquelle la commune est exposée à un climat océanique altéré et est dans la région climatique  Poitou-Charentes, caractérisée par un bon ensoleillement, particulièrement en été et des vents modérés.
Pour la période 1971-2000, la température annuelle moyenne est de 11,9 °C, avec une amplitude thermique annuelle de 14,8 °C. Le cumul annuel moyen de précipitations est de 755 mm, avec 11,4 jours de précipitations en janvier et 6,9 jours en juillet. Pour la période 1991-2020, la température moyenne annuelle observée sur la station météorologique la plus proche, située sur la commune de Biard à 12 km à vol d'oiseau, est de 12,2 °C et le cumul annuel moyen de précipitations est de 695,3 mm,. Pour l'avenir, les paramètres climatiques de la commune estimés pour 2050 selon différents scénarios d'émission de gaz à effet de serre sont consultables sur un site dédié publié par Météo-France en novembre 2022.

### Voies de communication et transports
Les gares et les haltes ferroviaires proches de la commune sont :
- la halte d'Iteuil à 3,7 km,
- la halte de Ligugé à 5,1 km,
- la gare de Mignaloux-Nouaillé à 6 km,
- la halte de Vivonne à 9,9 km,
- la gare de Poitiers à 11,5 km.

Les aéroports et aérodromes les plus proches de Roches-Prémarie-Andillé:
- l'aéroport de Poitiers-Biard à 12,6 km,
- l'aérodrome de Niort - Souché à 62 km.

## Urbanisme

### Typologie
Au 1er janvier 2024, Roches-Prémarie-Andillé est catégorisée bourg rural, selon la nouvelle grille communale de densité à sept niveaux définie par l'Insee en 2022.
Elle est située hors unité urbaine. Par ailleurs la commune fait partie de l'aire d'attraction de Poitiers, dont elle est une commune de la couronne,. Cette aire, qui regroupe 97 communes, est catégorisée dans les aires de 200 000 à moins de 700 000 habitants,.

### Occupation des sols
L'occupation des sols de la commune, telle qu'elle ressort de la base de données européenne d’occupation biophysique des sols Corine Land Cover (CLC), est marquée par l'importance des territoires agricoles (74,6 % en 2018), en diminution par rapport à 1990 (76,4 %). La répartition détaillée en 2018 est la suivante : 
terres arables (61,5 %), forêts (17,2 %), zones urbanisées (6,6 %), zones agricoles hétérogènes (5,4 %), cultures permanentes (5,1 %), prairies (2,7 %), espaces verts artificialisés, non agricoles (1,6 %). L'évolution de l’occupation des sols de la commune et de ses infrastructures peut être observée sur les différentes représentations cartographiques du territoire : la carte de Cassini (XVIIIe siècle), la carte d'état-major (1820-1866) et les cartes ou photos aériennes de l'IGN pour la période actuelle (1950 à aujourd'hui).

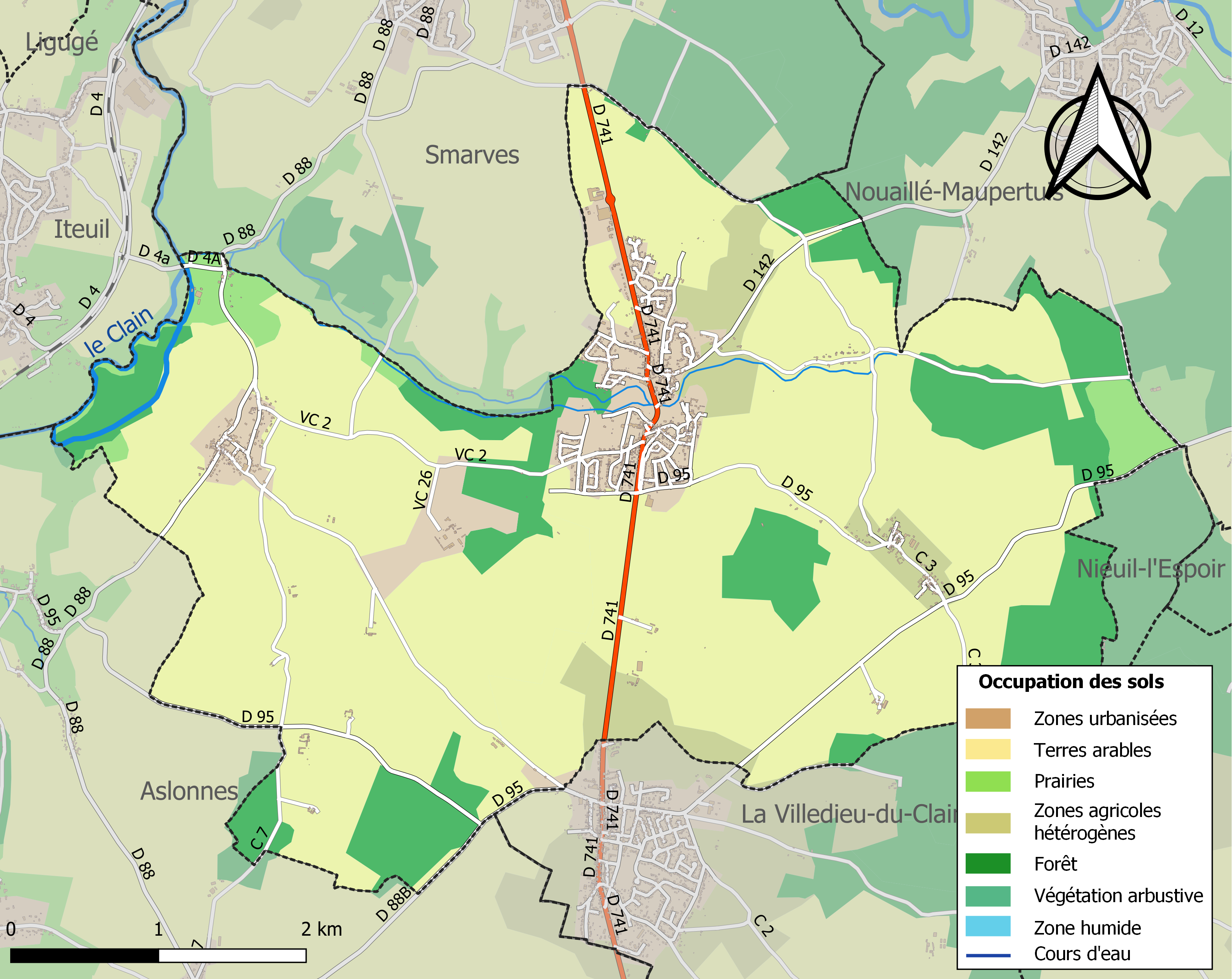
Carte des infrastructures et de l'occupation des sols de la commune en 2018 (CLC).

### Risques majeurs
Le territoire de la commune de Roches-Prémarie-Andillé est vulnérable à différents aléas naturels : météorologiques (tempête, orage, neige, grand froid, canicule ou sécheresse), inondations, feux de forêts, mouvements de terrains et séisme (sismicité modérée). Il est également exposé à un risque technologique,  le transport de matières dangereuses. Un site publié par le BRGM permet d'évaluer simplement et rapidement les risques d'un bien localisé soit par son adresse soit par le numéro de sa parcelle.

#### Risques naturels
Certaines parties du territoire communal sont susceptibles d’être affectées par le risque d’inondation par débordement de cours d'eau, notamment le Clain. La commune a été reconnue en état de catastrophe naturelle au titre des dommages causés par les inondations et coulées de boue survenues en 1982, 1983, 1987, 1993, 1995, 1999 et 2010,.
Roches-Prémarie-Andillé est exposée au risque de feu de forêt. En 2014, le deuxième plan départemental de protection des forêts contre les incendies (PDPFCI) a été adopté pour la période 2015-2024. Les obligations légales de débroussaillement dans le département sont définies dans un arrêté préfectoral du 29 mai 2015,, celles relatives à l'emploi du feu et au brûlage des déchets verts le sont dans un arrêté permanent du 24 mai 2015,.

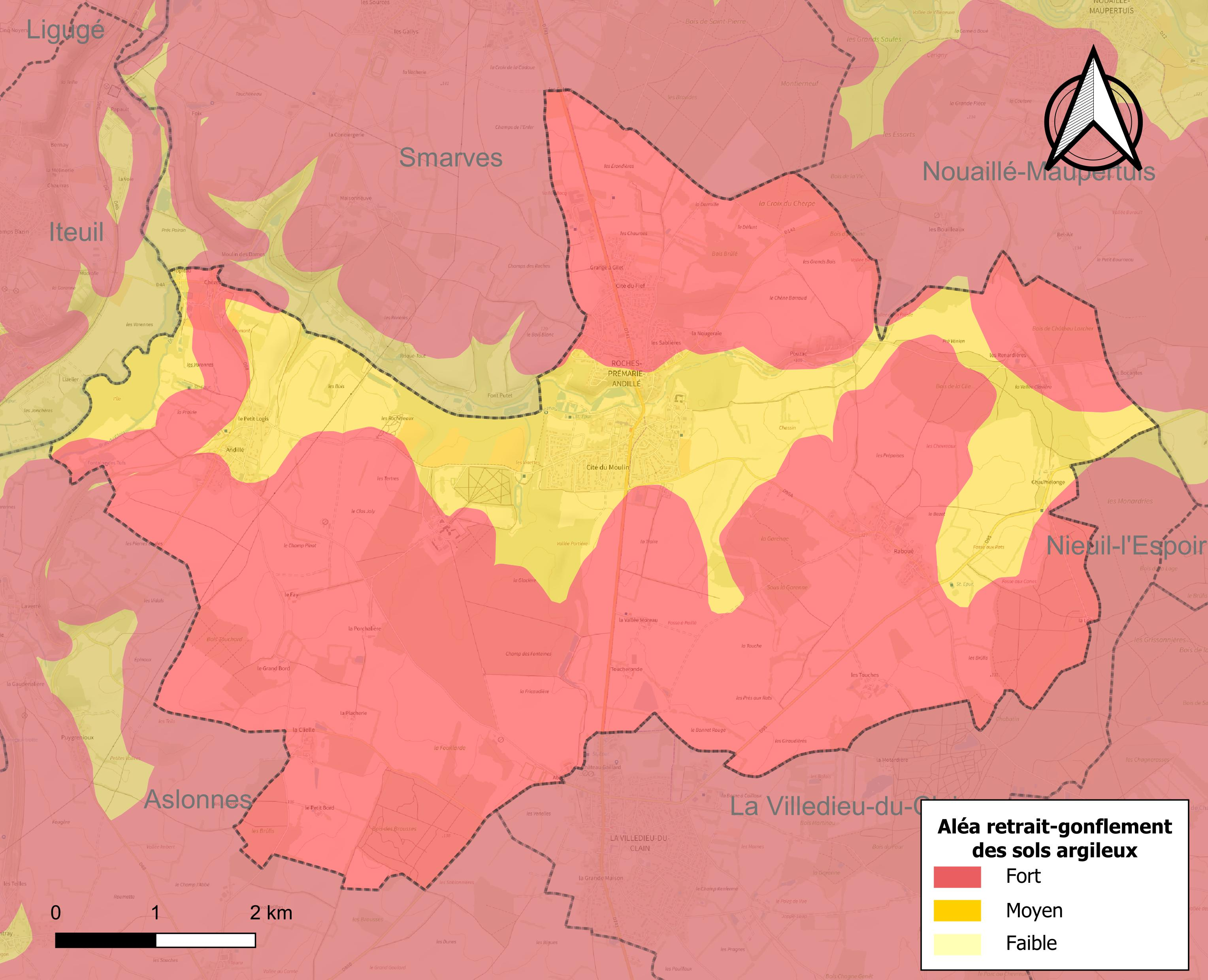
Carte des zones d'aléa retrait-gonflement des sols argileux de Roches-Prémarie-Andillé.

Les mouvements de terrains susceptibles de se produire sur la commune sont des affaissements et effondrements liés aux cavités souterraines (hors mines) et des tassements différentiels. Afin de mieux appréhender le risque d’affaissement de terrain, un inventaire national permet de localiser les éventuelles cavités souterraines sur la commune. Le retrait-gonflement des sols argileux est susceptible d'engendrer des dommages importants aux bâtiments en cas d’alternance de périodes de sécheresse et de pluie. La totalité de la commune est en aléa moyen ou fort (79,5 % au niveau départemental et 48,5 % au niveau national). Depuis le 1er octobre 2020, en application de la loi ÉLAN, différentes contraintes s'imposent aux vendeurs, maîtres d'ouvrages ou constructeurs de biens situés dans une zone classée en aléa moyen ou fort,.
La commune a été reconnue en état de catastrophe naturelle au titre des dommages causés par la sécheresse en 1989, 1991, 1996, 1998, 2003, 2005 et 2011 et par des mouvements de terrain en 1999 et 2010.

## Histoire
À partir de 1819, les villages de Roches-Prémarie et d'Andillé ont été regroupés en une seule commune, Andillé demeurant le chef-lieu de la commune.
- Par délibération du conseil municipal en date du 1er septembre 1904, il a été décidé que la commune porterait désormais le nom de Roches-Prémarie-Andillé et le chef-lieu de commune a été transféré aux Roches-Prémarie.
Depuis 1996, les habitants portent le nom de Rocprémaliens (liennes).
La commune a un passé historique très riche.
- Au Moyen Âge, les villages de Raboué et d'Andillé étaient régis par les seigneuries de l'abbaye de Ligugé et la commanderie de La Villedieu-du-Clain.
- Le village de Roches-Prémarie était séparé, à cette époque, en deux terres : celles de Prémarie et celles des Roches. Jusqu'à environ 980, ces terres ont appartenu à la duchesse d'Aquitaine, la princesse Adèle, qui les donna à l'abbaye de la Trinité de Poitiers.
Ces terres étaient dirigées par deux seigneuries différentes. La terre des Roches située avant le ruisseau des Dames en venant de Poitiers, était régie par l'abbesse de l'abbaye de la Trinité à Poitiers. La terre de Prémarie, située après le ruisseau des Dames en venant de Poitiers, était régie par l'abbé de l'abbaye de Montierneuf à Poitiers.
- Le château actuel, aux tours crénelées, était le siège de cette seigneurie et une chambre était réservée en permanence au seigneur. Ce château de Prémarie, avec son donjon du XIVe siècle, a abrité la garnison anglaise lors de la bataille de Nouaillé-Maupertuis en 1356.

## Politique et administration

### Intercommunalité
Depuis 2015, Roches-Prémarie-Andillé est dans le canton de Vivonne (N°18) du département de la Vienne. Avant la réforme des départements, Roches-Prémarie-Andillé était dans le canton n°28 de La Villedieu-du-Clain dans la 2e circonscription.

### Liste des maires
| Période                                  | Période                   | Identité                 | Étiquette | Qualité |
| ---------------------------------------- | ------------------------- | ------------------------ | --------- | --- |
| 1960                                     | mars 1965                 | M. Sillas                |           | |
| mars 1965                                | mars 1977                 | Jean-Pierre de Boysson   |           | |
| mars 1977                                | mars 1983                 | Gérard de Ruffray        |           | |
| mars 1983                                | mars 1989                 | Jean-Pierre de Boysson   |           | |
| mars 1989                                | mars 2001                 | Christian Sandoval       |           | |
| mars 2001                                | En cours (au 24 mai 2020) | Rémy Marchadier (1947- ) | PS        | Retraité de l'enseignement Vice-président de la CCVC : 7e (2014 → 2020), 4e (2020 → ) Réélu en 2008, 2014 et 2020 |
| Les données manquantes sont à compléter. |                           |                          |           | |

### Instances judiciaires et administratives
La commune relève du tribunal d'instance de Poitiers, du tribunal de grande instance de Poitiers, de la cour d'appel de Poitiers, du tribunal pour enfants de Poitiers, du conseil de prud'hommes de Poitiers, du tribunal de commerce de Poitiers, du tribunal administratif de Poitiers et de la cour administrative d'appel de  Bordeaux,  du tribunal des pensions de Poitiers, du tribunal des affaires de la Sécurité sociale de la Vienne, de la cour d’assises de la Vienne.

### Services publics
Les réformes successives de La Poste ont conduit à la fermeture de nombreux bureaux de poste ou à leur transformation en simple relais. Toutefois, la commune a pu maintenir le sien.

### Jumelages
La commune est jumelée avec la ville italienne de Bernareggio.

## Population et société

### Démographie
L'évolution du nombre d'habitants est connue à travers les recensements de la population effectués dans la commune depuis 1793. Pour les communes de moins de 10 000 habitants, une enquête de recensement portant sur toute la population est réalisée tous les cinq ans, les populations de référence des années intermédiaires étant quant à elles estimées par interpolation ou extrapolation. Pour la commune, le premier recensement exhaustif entrant dans le cadre du nouveau dispositif a été réalisé en 2004.

En 2022, la commune comptait 2 174 habitants, en évolution de +7,89 % par rapport à 2016 (Vienne : +0,6 %, France hors Mayotte : +2,11 %).
| 1793 | 1800 | 1806 | 1906 | 1911 | 1921 | 1926 | 1931 | 1936 |
| ---- | ---- | ---- | ---- | ---- | ---- | ---- | ---- | ---- |
| 133  | 132  | 109  | 712  | 701  | 669  | 664  | 609  | 579  |

| 1946 | 1954 | 1962 | 1968 | 1975  | 1982  | 1990  | 1999  | 2004  |
| ---- | ---- | ---- | ---- | ----- | ----- | ----- | ----- | ----- |
| 619  | 587  | 626  | 685  | 1 020 | 1 378 | 1 487 | 1 544 | 1 590 |

| 2006  | 2009  | 2014  | 2019  | 2022  | - | - | - | - |
| ----- | ----- | ----- | ----- | ----- | - | - | - | - |
| 1 599 | 1 722 | 1 974 | 2 034 | 2 174 | - | - | - | - |

En 2008, selon l'Insee, la densité de population de la commune était de 77 hab./km2 contre 61 hab./km2 pour le département, 68 hab./km2 pour la région Poitou-Charentes et 115 hab./km2 pour la France.
Les dernières statistiques démographiques pour la commune ont été fixées en 2009 et publiées en 2012. Il ressort que la mairie administre une population totale de 1 750. À cela il faut soustraire les résidences secondaires (28 personnes) pour constater que la population permanente sur le territoire de la commune est de 1 722 habitants.
La répartition par sexe de la population est la suivante :
- en 1999 : 48,8 % d'hommes et 51,2 % de femmes ;
- en 2004 : 48,4 % d'hommes et 51,6 % de femmes ;
- en 2010 : 48,7 % d'hommes pour 51,3 % de femmes.

Selon l'Insee, en 2004 :
- le nombre de célibataires était de 26,7 % dans la population ;
- les couples mariés représentaient 61,7 % de la population ;
- les divorcés étaient 5,8 % ;
- le nombre de veuves et veufs était de 5,7 %.

### Enseignement
La commune de Roches-Prémarie-Andillé dépend de l'académie de Poitiers (rectorat de Poitiers) et les écoles primaires de la commune dépendent de l'inspection académique de la Vienne.
La commune a deux établissements sur son territoire :
- École élémentaire publique qui peut accueillir 121 élèves,
- École maternelle publique qui peut accueillir 71 élèves.

## Économie

### Agriculture
Selon la direction régionale de l'Alimentation, de l'Agriculture et de la Forêt de Poitou-Charentes, il n'y a plus que neuf exploitations agricoles en 2010 contre onze en 2000.
Les surfaces agricoles utilisées ont diminué et sont passées de 1 277 hectares en 2000 à 1 181 hectares  en 2010 dont 78 % sont irrigables. 56 % sont destinées à la culture des céréales (blé tendre pour un peu plus de la moitié des surfaces céréalières et le reste en maïs), 17 % pour les oléagineux (colza et navette), 16 % pour le fourrage et 1 % reste en herbe.
Les élevages de bovins ont disparu au cours de cette décennie.
La transformation de la production agricole est de qualité et permet aux exploitants d’avoir droit, sous conditions, aux appellations et labels suivants :
- Chabichou du Poitou (AOC)
- Beurre Charente-Poitou (AOC)
- Beurre des Charente (AOC)
- Beurre des Deux-Sèvres (AOC)
- Veau du Limousin (IGP)
- Agneau du Poitou-Charentes (IGP)
- Jambon de Bayonne (IGP)

### Commerces
Roches-Prémarie-Andillé, en 2012, dispose encore de quatre commerces sur son territoire :
- un fleuriste,
- une boucherie,
- une boulangerie,
- une supérette.

### Activité et emploi
Le taux d'activité était de  74,7 % en 2004 et 75,2 % en 1999.
Le taux de chômage en 2004 était de 6,6 % et en 1999 il était de 6,9 %.
Les retraités et les pré-retraités représentaient  18,6 % de la population en 2004 et 15,2 % en 1999.

## Culture locale et patrimoine

### Lieux et monuments
- Église d'Andillé. Le portail ouest a été inscrit au titre des monuments historique en 1935[32].
- Église Saint-Nicolas de Roches-Prémarie-Andillé.
- Sur la route des Lavandières se trouve l'église d'Andillé dont le portail est inscrit comme monument historique depuis 1935.
- L'ancienne école est devenue la mairie. Elle se trouve au centre du village.
- L'aquarium du lavoir. Dans un lavoir du XIXe siècle, restauré grâce à des travaux associatifs et communautaires, la faune des rivières et étangs de la Vienne y est présentée dans des aquariums entretenus par une association.
- Le dolmen d'Andillé est inscrit comme monument historique depuis 1997.
- Le dolmen de Pouzac 1 est classé comme monument historique depuis 1977.
- Le prieuré de Raboué est classé comme monument historique depuis 1979 pour sa chapelle et son mur.

### Équipement culturel
Une bibliothèque municipale Robert-Mineau qui possède un fonds de 7 900 références et une centaine de CD-Roms.